# Liste d'aéroports au Sri Lanka
Cet article dresse une liste d'aéroports au Sri Lanka.

## Aéroports

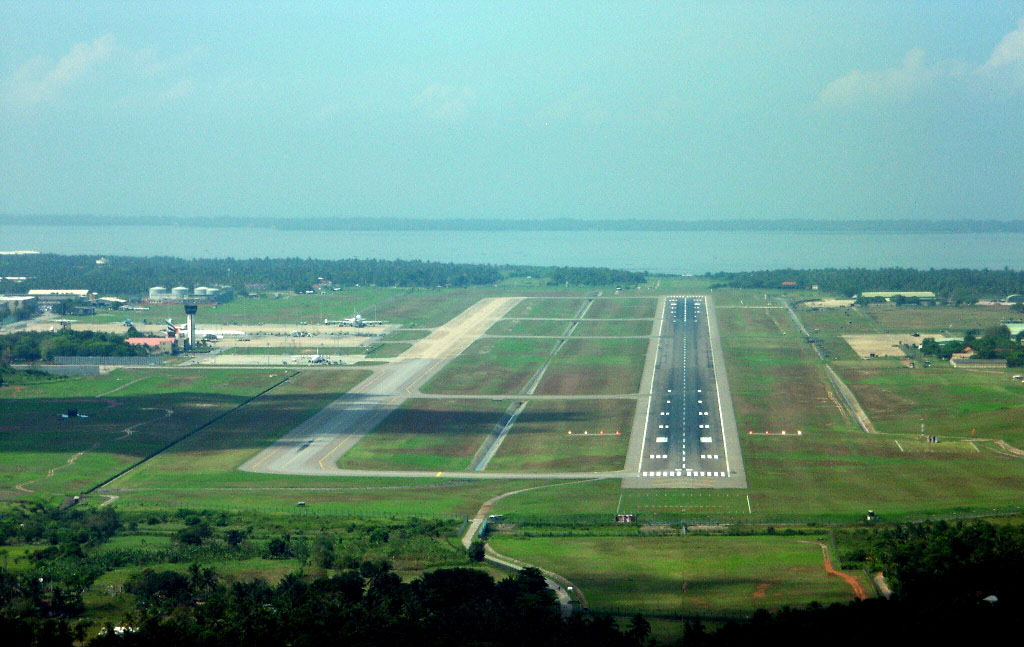
Colombo's Aéroport international Bandaranaike is the busiest airport in the country and one of the busiest airports in South Asia, it handled nearly 7.3 million passengers in 2013.

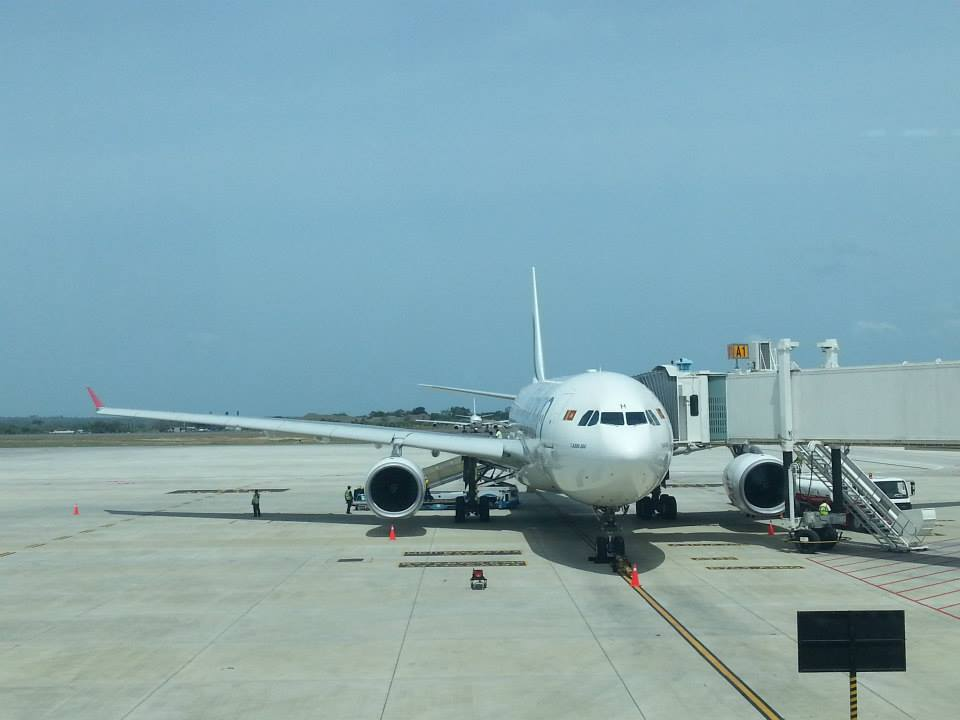
L'aéroport Mattala Rajapaksa de Hambantota est le deuxième plus grand aéroport.

| \| 100 km1:7 597 000 \| Colombo · Bandaranaike Colombo · Ratmalana Hambantota Ampara Anuradhapura Batticaloa Sigiriya Galle Jaffna Katukurunda Iranamadu Trincomalee Vavuniya |
| 100 km1:7 597 000 |

### Aéroports internationaux
| Localisation | Provinces du Sri Lanka | Code OACI des aéroports | Code AITA des aéroports | Nom                                      | Usage            | Piste(s)                                | Coordonnées géographiques   |
| ------------ | ---------------------- | ----------------------- | ----------------------- | ---------------------------------------- | ---------------- | --------------------------------------- | --------------------------- |
| Colombo      | Province de l'Ouest    | VCBI                    | CMB                     | Aéroport international Bandaranaike      | Public/Militaire | 3,350 m (10,990 ft) 4,000 m (13,000 ft) | 7° 10′ 52″ N, 79° 53′ 06″ E |
| Colombo      | Province de l'Ouest    | VCCC                    | RML                     | Aéroport de Ratmalana                    | Public/Militaire | 2,000 m (6,600 ft)                      | 6° 49′ 23″ N, 79° 53′ 12″ E |
| Hambantota   | Province du Sud        | VCRI                    | HRI                     | Aéroport Mattala Rajapaksa de Hambantota | Public           | 3,500 m (11,500 ft)                     | 6° 17′ 10″ N, 81° 07′ 32″ E |

### Domestic Airports
| Localisation | Provinces du Sri Lanka  | Code OACI des aéroports | Code AITA des aéroports | Nom                                | Usage            | Piste(s)           | Coordonnées géographiques   |
| ------------ | ----------------------- | ----------------------- | ----------------------- | ---------------------------------- | ---------------- | ------------------ | --------------------------- |
| Ampara       | Province de l'Est       | VCCG                    | ADP                     | Ampara Airport (Gal Oya)           | Militaire/Public | 1,097 m (3,599 ft) | 7° 20′ 15″ N, 81° 37′ 32″ E |
| Anuradhapura | Province du Centre-Nord | VCCA                    | ACJ                     | Anuradhapura Airport               | Militaire/Public | 1,493 m (4,898 ft) | 8° 18′ 05″ N, 80° 25′ 41″ E |
| Batticaloa   | Province de l'Est       | VCCB                    | BTC                     | Batticaloa Airport                 | Militaire/Public | 1,066 m (3,497 ft) | 7° 42′ 18″ N, 81° 40′ 38″ E |
| Dambulla     | Province du Centre      | VCCS                    | GIU                     | Sigiriya Airport                   | Militaire/Public | 1,768 m (5,801 ft) | 7° 57′ 21″ N, 80° 43′ 41″ E |
| Galle        | Province du Sud         | VCCK                    | KCT                     | Aéroport de Koggala                | Militaire/Public | 958 m (3,143 ft)   | 5° 59′ 38″ N, 80° 19′ 16″ E |
| Hambantota   | Province du Sud         | VCCW                    | WRZ                     | Weerawila Airport                  | Militaire/Public | 1,225 m (4,019 ft) | 6° 15′ 17″ N, 81° 14′ 07″ E |
| Jaffna       | Province du Nord        | VCCJ                    | JAF                     | Aéroport de Jaffna (Palaly)        | Militaire/Public | 2,305 m (7,562 ft) | 9° 47′ 32″ N, 80° 04′ 12″ E |
| Kalutara     | Province de l'Ouest     | VCCN                    | KTY                     | Katukurunda Airport                | Militaire/Public | 975 m (3,199 ft)   | 6° 33′ 06″ N, 79° 58′ 45″ E |
| Kandy        | Province du Centre      |                         |                         | Kandy Airport (Under Construction) | Militaire/Public | 2,000 m (6,600 ft) |                             |
| Kilinochchi  | Province du Nord        |                         |                         | Iranamadu Airport                  | Militaire/Public | 1,500 m (4,900 ft) | 9° 18′ 19″ N, 80° 29′ 15″ E |
| Minneriya    | Province du Centre-Nord | VCCH                    | HIM                     | Hingurakgoda Airport               | Militaire/Public | 2,200 m (7,200 ft) | 8° 02′ 59″ N, 80° 58′ 54″ E |
| Puttalam     | Province du Nord-Ouest  |                         |                         | Palavi Airport                     | Militaire/Public |                    | 7° 58′ 48″ N, 79° 51′ 24″ E |
| Trincomalee  | Province de l'Est       | VCCT                    | TRR                     | China Bay Airport                  | Militaire/Public | 2,397 m (7,864 ft) | 8° 32′ 22″ N, 81° 10′ 54″ E |
| Vavuniya     | Province du Nord        | VCCV                    |                         | Vavuniya Airport                   | Militaire/Public | 1,524 m (5,000 ft) | 8° 44′ 28″ N, 80° 29′ 52″ E |

### Waterdromes
| Localisation       | Provinces du Sri Lanka | Code OACI des aéroports | Code AITA des aéroports | Nom                                            | Usage | Piste(s) | Coordonnées géographiques |
| ------------------ | ---------------------- | ----------------------- | ----------------------- | ---------------------------------------------- | ----- | -------- | ------------------------- |
| Ampara             | Province de l'Est      |                         | AFK                     | Kondavattavan Tank Waterdrome                  |       |          |                           |
| Arugam Bay         | Province de l'Est      |                         | AYY                     | Arugam Bay Lagoon Waterdrome                   |       |          |                           |
| Batticaloa         | Province de l'Est      |                         |                         | Lady Manning Drive Waterdrome                  |       |          |                           |
| Bentota            | Province du Sud        |                         | BJT                     | Bentota River Airport                          |       |          |                           |
| Castlereigh        | Province du Centre     |                         | NUF                     | Castlereigh Reservoir Waterdrome               |       |          |                           |
| Colombo-Dandugama  | Province de l'Ouest    |                         | DGM                     | Dandugama Water Aerodrome                      |       |          |                           |
| Colombo-Peliyagoda | Province de l'Ouest    |                         | KEZ                     | Kelani River-Peliyagoda Waterdrome             |       |          |                           |
| Dambulla           | Province du Centre     |                         | DBU                     | Ibbankatuwa Tank Waterdrome (Dambulu Oya Tank) |       |          |                           |
| Dikwella           | Province du Sud        |                         | DIW                     | Mawella Lagoon Airport                         |       |          |                           |
| Hambantota         | Province du Sud        |                         | HBT                     | Bandagiriya Tank Waterdrome                    |       |          |                           |
| Iranamadu          | Province du Nord       |                         | IRU                     | Iranamadu Waterdrome                           |       |          |                           |
| Jaffna             | Province du Nord       |                         |                         | Jaffna Waterdrome                              |       |          |                           |
| Kalpitiya          | Province du Nord-Ouest |                         |                         | Kalpitiya Waterdrome                           |       |          |                           |
| Kandy-Polgolla     | Province du Centre     |                         | KDZ                     | Polgolla Reservoir Waterdrome                  |       |          |                           |
| Kandy-Victoria     | Province du Centre     |                         | KDW                     | Victoria Dam Waterdrome                        |       |          |                           |
| Koggala            | Province du Sud        |                         | KCT                     | Koggala Lagoon Waterdrome                      |       |          |                           |
| Nuwara Eliya       | Province du Centre     |                         | NUA                     | Lake Gregory Waterdrome                        |       |          |                           |
| Pasikudah          | Province de l'Est      |                         | PQD                     | Passikudah Waterdrome                          |       |          |                           |
| Tissamaharama      | Province du Sud        |                         | TTW                     | Tissa Tank Waterdrome                          |       |          |                           |
| Trincomalee        | Province de l'Est      |                         | THW                     | Trincomalee Harbour Waterdrome                 |       |          |                           |